# Ulrike Kuhlo
Ulrike Kuhlo (* 30. Juli 1949 in Hilden, Nordrhein-Westfalen) ist eine deutsche Politikerin (FDP). Von 2003 bis 2008 war sie Mitglied des Niedersächsischen Landtages.

## Leben
Nach dem Abitur im Jahr 1969 erfolgte ein Studium der Volkswirtschaftslehre an der Universität Köln, das sie 1974 mit dem Diplom abschloss. Von 1974 bis 1982 war sie im Marketing-Management bei den Unternehmen Henkel in Düsseldorf und Unilever in Hamburg beschäftigt. Sie ist stellvertretende Vorsitzende der Rudolf-von-Bennigsen-Stiftung.
Verheiratet ist Ulrike Kuhlo mit dem Medienexperten und Journalisten Karl-Ulrich Kuhlo, dem Gründer des ersten deutschen Nachrichtensenders n-tv.

## Partei
Ulrike Kuhlo ist seit 1993 Mitglied der FDP. Die Liberale ist Vorstandsmitglied im FDP-Ortsverband Jesteburg. Sie war stellvertretende Vorsitzende des FDP-Landesverbands Niedersachsen von 2000 bis 2008. Ab 1996 war sie Ratsfrau und stellvertretende Bürgermeisterin der Samtgemeinde Jesteburg. Von 2003 bis 2008 war sie Mitglied des Niedersächsischen Landtags und dort für die FDP-Fraktion Sprecherin für Bundes- und Europaangelegenheiten sowie Medien. Zudem war sie Vizepräsidentin des Landtags.